# Watson Nyambek
Watson Nyambek (né le 27 février 1976 à Miri, au Sarawak) est un athlète malaisien, spécialiste du 100 m.
Il détient le record de Malaisie du 100 m en 10 s 30 à Kuala Lumpur (1998).
Il participe aux Championnats du monde à Athènes (1997), à Séville (1990) et aux Jeux olympiques de Sydney en 2000. Il est demi-finaliste en salle à Maebashi en 1999, en 6 s 66.
Il détient aussi le record du relais 4 × 100 m.